# امیلیا پلاتر
کنتس امیلیا پلاتر (به انگلیسی:Countess Emilia Plater یا Broel-Plater; لیتوانیایی: Emilija Pliaterytė؛ ۱۳ نوامبر ۱۸۰۶ – ۲۳ دسامبر ۱۸۳۱–۲۵ سال) یک زن نجیب زاده لهستانی و انقلابی بود که در تجزیه لهستان از مشترک‌المنافع لهستان–لیتوانی نقش داشت.

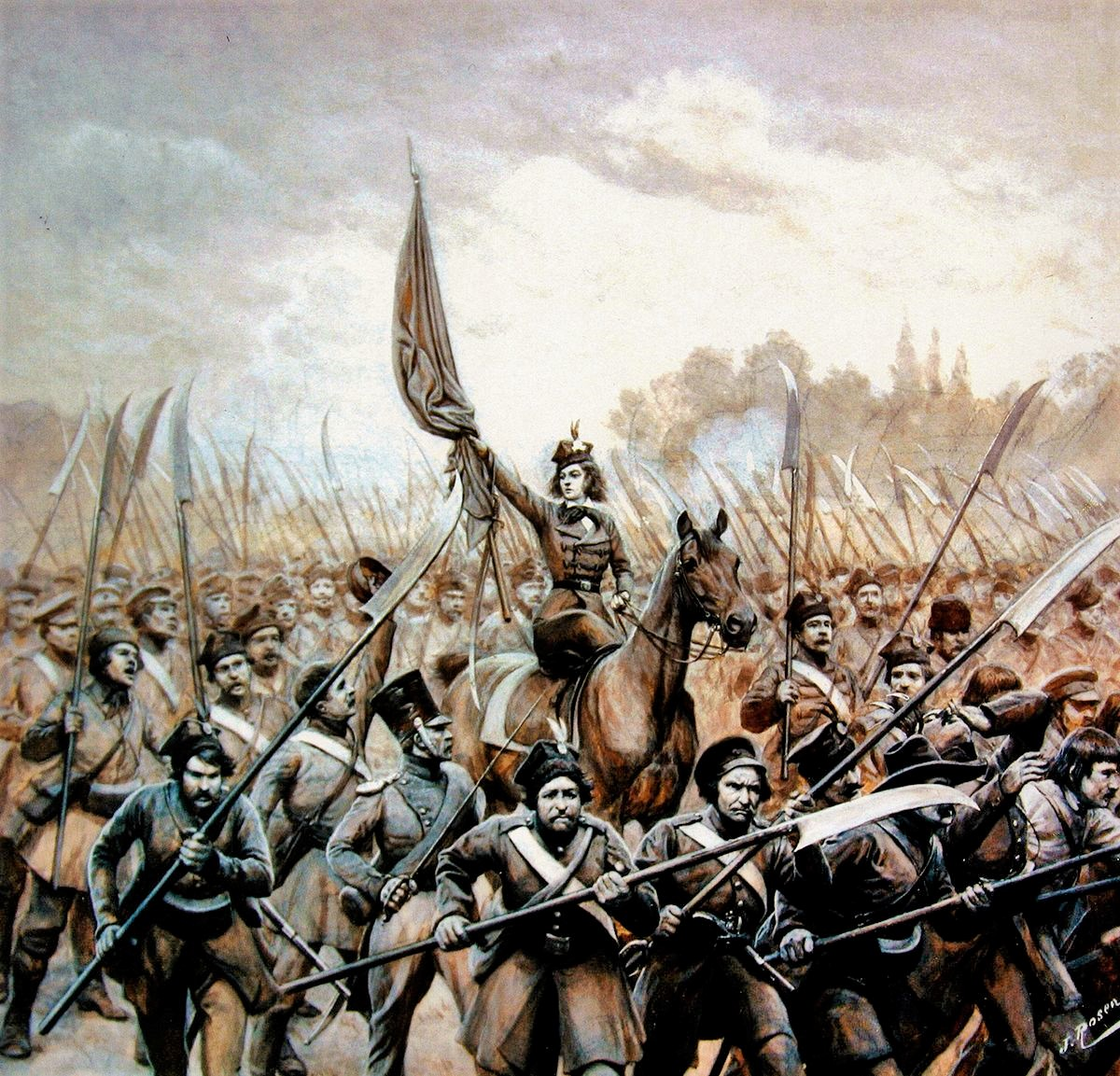
امیلیا پلاتر پیشرو دهقانان در سال ۱۸۳۱ اثر جان روزن

او به عنوان یک وطن‌پرست لهستانی مطرح شده که در قیام نوامبر ۱۸۳۰ سنتی در جنگ بنانهاد که یک واحد کوچک در چندین درگیری شرکت می‌کند. او به دریافت رتبه کاپیتان یا سروان در نیروهای شورشی لهستانی رسید.
امیلیا پلاتر در نزدیکی پایان قیام بیمار شد و درگذشت.